# 気象研究所
気象研究所（きしょうけんきゅうしょ）は気象庁の施設等機関である。気象・水象・地象に関する研究を行っている。
8つの研究部と研究総務官、研究調整官、企画室、総務部からなり定員は173名（うち研究職は140名）。茨城県つくば市長峰1番地1所在。

## 沿革
- 1942年
  - 1月6日 - 中央気象台に研究課を設置。
  - 4月1日 - 中央気象台に部制が敷かれたことに伴い、研究部を設置。
- 1946年2月1日 - 中央気象台分掌規程の改正に伴い、旧陸軍気象部跡に置かれていた中央気象台馬橋分室（東京都杉並区）に中央気象台研究部として再発足。
- 1947年4月30日 - 中央気象台気象研究所と改称。
- 1956年7月1日 - 運輸省設置法の改正により、中央気象台が気象庁に昇格したのに伴い、1課9研究部で構成される気象庁気象研究所となる。
- 1958年10月 - 総務部を新設し、会計課と研究業務課を設置。
- 1960年4月 - 高層気象研究部を台風研究部に、地球電磁気研究部を高層物理研究部に改組。
- 1971年4月 - 気象測器研究部を気象衛星研究部に改組。
- 1972年5月 - 研究業務課を廃止し、総務部の外に企画室を設置。
- 1974年4月 - 地震研究部を地震火山研究部に改組。
- 1980年6月30日 - 東京都杉並区から茨城県筑波郡谷田部町（現・つくば市、筑波研究学園都市内）に移転（跡地は杉並区営の馬橋公園）。
- 1987年5月 - 高層物理研究部と気象衛星研究部を廃止し、気候研究部と気象衛星・観測システム研究部を新設。
- 1997年4月 - 応用気象研究部を環境・応用気象研究部に改組。
- 2011年6月 - 気象観測用鉄塔（高さ213m）が老朽化による解体完了。『気象研の鉄塔』と呼ばれ、筑波研究学園都市のランドマークの一つとなっていた。
- 2013年5月 - 物理気象研究部と地球化学研究部を廃止し、研究総務官と研究調整官を新設。海洋研究部を海洋・地球化学研究部に改組。
- 2014年4月 - 地震火山研究部を廃止し、地震津波研究部と火山研究部を新設。
- 2019年4月 - 気象・気候関係の6研究部について、大規模な組織改編を実施。
- 予報研究部、気候研究部、台風研究部、環境・応用気象研究部、気象衛星・観測システム研究部、海洋・地球化学研究部を廃止し、全球大気海洋研究部 、気象予報研究部、気象観測研究部、台風･災害気象研究部、気候･環境研究部、応用気象研究部を新設。

### 独立行政法人化
いわゆる「総人件費改革」の一環として行われる。
- 2006年6月30日 - 「国の行政機関の定員の純減について」を閣議決定。その中で、気象研究所の非公務員型独立行政法人化が盛り込まれた。
- 2008年
  - 2月26日 - 2009年4月1日を独立行政法人化の期日とする「独立行政法人気象研究所法案」を閣議決定し同日、国会に提出。
  - 6月21日 - 第169回国会の閉会に伴い、継続審議となる。会期末に近づいた6月18日にようやく国土交通委員会への付託が行われたが一度も法案が審議されなかった。
  - 12月25日 - 第170回国会の閉会に伴い廃案となる（この国会でも一度も法案が審議されなかった）。
- 2009年
  - 1月23日 - 2010年1月1日を独立行政法人化の期日とする内容に修正した法案を閣議決定し同日、国会に提出。
  - 7月21日 - 第171回国会の解散に伴い廃案となる。国土交通委員会への付託が行われないまま、この国会でも一度も法案が審議されなかった。
  - 11月 - 鳩山由紀夫内閣の成立に伴う方針転換によって独立行政法人化が中止となる[3]。

## 組織
- 研究総務官（省令第47条）
- 企画室（省令第48条）
- 研究調整官
- 総務部
  - 総務課
  - 会計課
- 全球大気海洋研究部（第一～五研究室）
- 気象予報研究部（第一～五研究室）
- 気象観測研究部（第一～四研究室）
- 台風・災害気象研究部（第一～四研究室）
- 気候・環境研究部（第一～四研究室）
- 地震津波研究部（第一～四研究室）
- 火山研究部（第一～三研究室）
- 応用気象研究部（第一～三研究室）

## 施設関連
気象庁本庁にあるCOSMETSシステムとは別に気象研究所の専用スーパーコンピュータを運用している。現在は、地球シミュレータなども活用して研究を行っている。風速・風向を測定するための高層気象台用施設。1975年完成。2008年12月（飛行機警戒用ランプは2010年9月30日）に運用を停止した。気象庁管轄の気象職員を養成する気象大学校の教育機関を兼ねている。